# ميغيل فيتور
ميغيل فيتور (بالبرتغالية: Miguel Vítor‏) هو لاعب كرة قدم برتغالي في مركز قلب الدفاع، ولد في 30 يونيو 1989 في توريس فيدراس في البرتغال. شارك مع منتخب البرتغال تحت 19 سنة لكرة القدم ومنتخب البرتغال تحت 21 سنة لكرة القدم ومنتخب البرتغال لكرة القدم. أما مع النوادي، فقد لعب مع ديبورتيفو داس أيفيس وليستر سيتي ونادي باوك ونادي بنفيكا.

## وصلات خارجية
- ميغيل فيتور على موقع قاعدة بيانات كرة القدم.إي يو (الإنجليزية)
- ميغيل فيتور على موقع ليكيب (الفرنسية)
- ميغيل فيتور على موقع ناشيونال فوتبول تيمز (الإنجليزية)
- ميغيل فيتور على موقع Soccerbase.com (لاعب) (الإنجليزية)
- ميغيل فيتور على موقع Soccerway.com (الإنجليزية)
- ميغيل فيتور على موقع عالم كرة القدم.نت (الإنجليزية)
- ميغيل فيتور على موقع AS.com (الإسبانية)